# Надён, Иван Петрович
Ива́н Петро́вич Надён (укр. Іван Петрович Надьон) (5 января 1924 года — 5 ноября 1944 года) — красноармеец, участник Великой Отечественной войны, Герой Советского Союза.

## Биография
Родился 5 января 1924 года в селе Переволочная (Черниговская область) в крестьянской семье. Окончил начальную школу, рабочий в Украинском филиале Всесоюзного института табака и махорки.
В 1941 году немецкие войска захватили Украину, Надён оказался на оккупированной территории, стал свидетелем многочисленных зверств захватчиков.
После освобождения села пошёл добровольцем на фронт. В РККА с 1943 года.
Воевал на 2-м Украинском фронте, в первом же бою показал себя смелым и находчивым бойцом, уничтожил около двадцати гитлеровцев. Был награждён медалью «За отвагу».
Участвовал в форсировании реки Южный Буг. По приказу командования группа автоматчиков скрытно расположилась на берегу реки и начала обстрел противоположного берега из стрелкового оружия. Самым метким стрелком оказался Надён. Отважный солдат одним из первых форсировал реку и занял удачную огневую позицию.
Указом Президиума Верховного Совета СССР от 13 сентября 1944 года за мужество и героизм, проявленные при форсировании реки Южный Буг и удержании плацдарма на его западном берегу рядовому Ивану Петровичу Надёну было присвоено звание Героя Советского Союза.
Награда так и не была вручена герою. 5 ноября 1944 года Надён погиб при форсировании Тисы (Венгрия).

## Награды
- Медаль «Золотая Звезда».
- Орден Ленина.
- Орден Красной Звезды.
- Медаль «За отвагу».

## Память
- Одна из улиц в селе Переволочная названа в честь героя, в этом же селе Надёну посвящён памятник (установлен в 1957 году) и памятный знак.